# Валчеле (Хунедоара)
Валчеле (рум. Vâlcele) насеље је у Румунији у округу Хунедоара у општини Бретеа Романа. Oпштина се налази на надморској висини од 317 m.

## Историја
Према државном шематизму православног клира Угарске 1846. године у месту Jovaltsal живело је 127 православних породица. Православни парох био је тада поп Манасије Поповић.

## Становништво
Према подацима из 2002. године у насељу је живело 235 становника, од којих су сви румунске националности.